# 托姆
托姆是德国莱茵兰-普法尔茨州的一个市镇。总面积4.49平方公里，总人口1071人，其中男性535人，女性536人（2011年12月31日），人口密度239人/平方公里。